# E-Werk
E-Werk is een concertzaal in Keulen, Duitsland. De concertzaal is in januari 1991 opgericht door de Duitse rockband BAP.  Het gebouw bevat ook een discotheek en een feestzaal.
Artiesten en bands zoals David Bowie, Jamiroquai, Joss Stone, Robbie Williams, Coldplay, Nena, Manowar, Motörhead, Green Day, Red Hot Chili Peppers, Muse en Ziggy Marley hebben hier opgetreden.
Tegenover het gebouw van E-Werk aan de Schanzenstraße ligt het Palladium, dat eveneens als concert- en evenementenzaal dient.